# Hypoxis leucotricha
Hypoxis leucotricha är en enhjärtbladig växtart som beskrevs av Karl Fritsch. Hypoxis leucotricha ingår i släktet Hypoxis och familjen Hypoxidaceae.
Artens utbredningsområde är Angola. Inga underarter finns listade i Catalogue of Life.